# Альфа-частица
А́льфа-части́ца (α-частица) — положительно заряженная частица, образованная двумя протонами и двумя нейтронами; ядро атома гелия-4
( {\displaystyle \textstyle {{}_{2}^{4}\mathrm {He} ^{2+}}}).
Впервые обнаружены Эрнестом Резерфордом в 1899 году и он же дал название этому виду излучения по увеличению проникающей способности — альфа-, бета- и гамма-излучение. Альфа-частицы могут вызывать ядерные реакции; в первой искусственно вызванной ядерной реакции, проведённой Э. Резерфордом в 1919 году (превращение ядер азота в ядра кислорода) участвовали именно альфа-частицы. Поток альфа-частиц называют альфа-лучами или альфа-излучением.

## Образование
Альфа-частицы возникают при альфа-распаде ядер, при ядерных реакциях и в результате полной ионизации атомов гелия-4. Например, в результате взаимодействия ядра лития-6 с дейтроном могут образоваться две альфа-частицы: 6Li + 2H = 4He + 4He. Альфа-частицы составляют существенную часть первичных космических лучей; большинство из них являются ускоренными ядрами гелия из звёздных атмосфер и межзвёздного газа, некоторые возникли в результате ядерных реакций скалывания из более тяжёлых ядер космических лучей. Альфа-частицы высоких энергий могут быть получены с помощью ускорителей заряженных частиц.

## Свойства
Масса альфа-частицы составляет 4,001 506 179 127(63) атомной единицы массы (6,644 657 3357(20)⋅10−27 кг), что эквивалентно энергии 3727,379 4066(11) МэВ. Спин и магнитный момент равны нулю. Энергия связи (выраженная в энергетических единицах разница между суммарной массой двух протонов и двух нейтронов и массой альфа-частицы) составляет 28,295 6108(16) МэВ (7,073 9027(4) МэВ на нуклон). Избыток массы составляет 2424,9158(1) кэВ. Заряд альфа-частицы положителен и равен удвоенному элементарному заряду, или примерно 3,218·10−19 Кл.

## Проникающая способность
Тяжёлые заряженные частицы взаимодействуют в основном с атомными электронами и поэтому мало отклоняются от направления своего первоначального движения. Вследствие этого пробег тяжёлой частицы R измеряют расстоянием по прямой от источника частиц до точки их остановки. Обычно пробег измеряется в единицах длины (м, см, мкм), а также поверхностной плотности материала (или, что равнозначно, длины пробега, умноженной на плотность) (г/см2). Выражение пробега в единицах длины имеет смысл для фиксированной плотности среды (например, часто в качестве среды выбирается сухой воздух при нормальных условиях). Физический смысл пробега в терминах поверхностной плотности — масса единицы площади слоя, достаточного для остановки частицы.
| Среда                          | Энергия α-частиц, МэВ       | Энергия α-частиц, МэВ       | Энергия α-частиц, МэВ       | Энергия α-частиц, МэВ       |
| Среда                          | 4                           | 6                           | 8                           | 10                          |
| Среда                          | Длина пробега α-частицы, мм | Длина пробега α-частицы, мм | Длина пробега α-частицы, мм | Длина пробега α-частицы, мм |
| ------------------------------ | --------------------------- | --------------------------- | --------------------------- | --------------------------- |
| Воздух при нормальных условиях | 25                          | 46                          | 74                          | 106                         |
| Биологическая ткань            | 0,031                       | 0,056                       | 0,096                       | 0,130                       |
| Алюминий                       | 0,016                       | 0,030                       | 0,048                       | 0,069                       |

## Детектирование
Детектируются альфа-частицы с помощью сцинтилляционных детекторов, газоразрядных детекторов, кремниевых pin-диодов (поверхностно-барьерных детекторов, нечувствительных к бета- и гамма-излучению) и соответствующей усилительной электроники, а также с помощью трековых детекторов. Для детектирования альфа-частиц с энергиями, характерными для радиоактивного распада, необходимо обеспечить малую поверхностную плотность экрана, отделяющего чувствительный объём детектора от окружающей среды. Например, в газоразрядных детекторах может устанавливаться слюдяное окно с толщиной в несколько микрон, проницаемое для альфа-частиц. В полупроводниковых поверхностно-барьерных детекторах такой экран не нужен, рабочая область детектора может непосредственно контактировать с воздухом. При детектировании альфа-активных радионуклидов в жидкостях исследуемое вещество смешивается с жидким сцинтиллятором.
В настоящее время наиболее распространены кремниевые поверхностно-барьерные детекторы альфа-частиц, в которых на поверхности полупроводникового кристалла с проводимостью p-типа создаётся тонкий слой с проводимостью n-типа путём диффузионного введения донорной примеси (например, фосфора). Приложение обратного смещения к p-n-переходу обедняет чувствительную область детектора носителями заряда. Попадание в эту область альфа-частицы, ионизирующей вещество, вызывает рождение нескольких миллионов электронно-дырочных пар, которые вызывают регистрируемый импульс тока с амплитудой, пропорциональной количеству родившихся пар и, соответственно, кинетической энергии поглощённой альфа-частицы. Поскольку обеднённая область имеет очень малую толщину, детектор чувствителен лишь к частицам с высокой плотностью ионизации (альфа-частицы, протоны, осколки деления, тяжёлые ионы) и малочувствителен к бета- и гамма-излучению.

## Воздействие на электронику
Вышеописанный механизм рождения электронно-дырочных пар альфа-частицей в полупроводниках может вызвать несанкционированное переключение полупроводникового триггера при попадании альфа-частицы с достаточной энергией на кремниевый чип. При этом единичный бит в памяти заменяется нулевым (или наоборот). Для уменьшения количества таких ошибок материалы, используемые в производстве микросхем, должны обладать низкой собственной альфа-активностью.

## Воздействие на человека
Альфа-частицы, образованные при распаде ядра, имеют начальную кинетическую энергию в диапазоне 1,8—15 МэВ. При движении альфа-частицы в веществе она создаёт сильную ионизацию окружающих атомов и в результате этого очень быстро теряет энергию. Энергии альфа-частиц, возникающих в результате радиоактивного распада, не хватает даже для преодоления мёртвого ороговевшего слоя кожи, поэтому радиационный риск при внешнем облучении такими альфа-частицами отсутствует. Внешнее альфа-облучение опасно для здоровья только в случае высокоэнергичных альфа-частиц (с энергией выше десятков МэВ), источником которых является ускоритель. Однако проникновение альфа-активных радионуклидов внутрь тела, когда облучению подвергаются непосредственно живые ткани организма, весьма опасно для здоровья, поскольку большая плотность ионизации вдоль трека частицы сильно повреждает биомолекулы. Считается, что при равном энерговыделении (поглощённой дозе) эквивалентная доза, набранная при внутреннем облучении альфа-частицами с энергиями, характерными для радиоактивного распада, в 20 раз выше, чем при облучении гамма- и рентгеновскими квантами. В то же время для более высокоэнергичных альфа-частиц линейная передача энергии значительно меньше, поэтому относительная биологическая эффективность альфа-частиц с энергиями 200 МэВ и выше сравнима с таковой для гамма-квантов и бета-частиц.
Таким образом, опасность для человека при внешнем облучении могут представлять α-частицы с энергиями 10 МэВ и выше, достаточными для преодоления омертвевшего рогового слоя кожного покрова. В то же время большинство исследовательских ускорителей α-частиц работает на энергиях ниже 3 МэВ.
Гораздо бо́льшую опасность для человека представляют α-частицы, возникающие при альфа-распаде радионуклидов, попавших внутрь организма (в частности, через дыхательные пути или пищеварительный тракт). Достаточно микроскопического количества α-радиоактивного вещества (например полония-210), чтобы вызвать у пострадавшего острую лучевую болезнь, зачастую с летальным исходом.